# Darkforest
Darkforest（黑暗森林）是由Facebook公司（今Meta公司）开发的电脑围棋程序。其名称来源于科幻小说《三体》中的“黑暗森林”。该项目的负责人为Facebook人工智能研究院的研究员田渊栋。
Darkforest采用的是基于卷积神经网络的深度学习技术。而其升级版本Darkfores2则在原有技术的基础之上，又增加了蒙特卡洛树搜索技术。
Darkforest在2016年3月举办的第9届UEC杯世界電腦圍棋大會中获得亚军。